# Стаище
Стаище (укр. Стаїще) — село в Верховинской поселковой общине Верховинского района Ивано-Франковской области Украины.
Население по переписи 2001 года составляло 246 человек. Занимает площадь 3 км². Почтовый индекс — 78706. Телефонный код — 03432.